# Herbarius Moguntinus

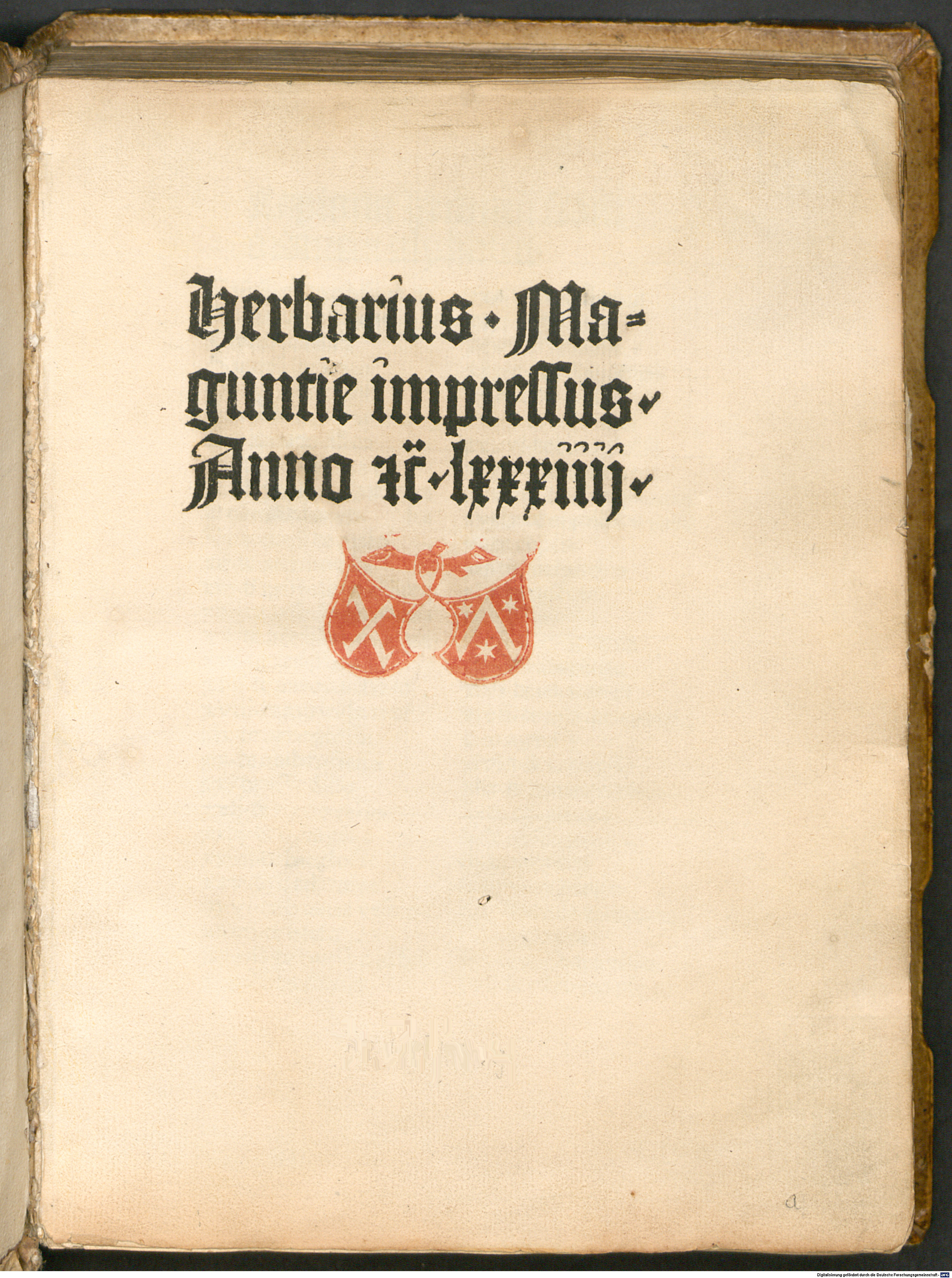
Herbarius Moguntinus 1484. Titelblatt

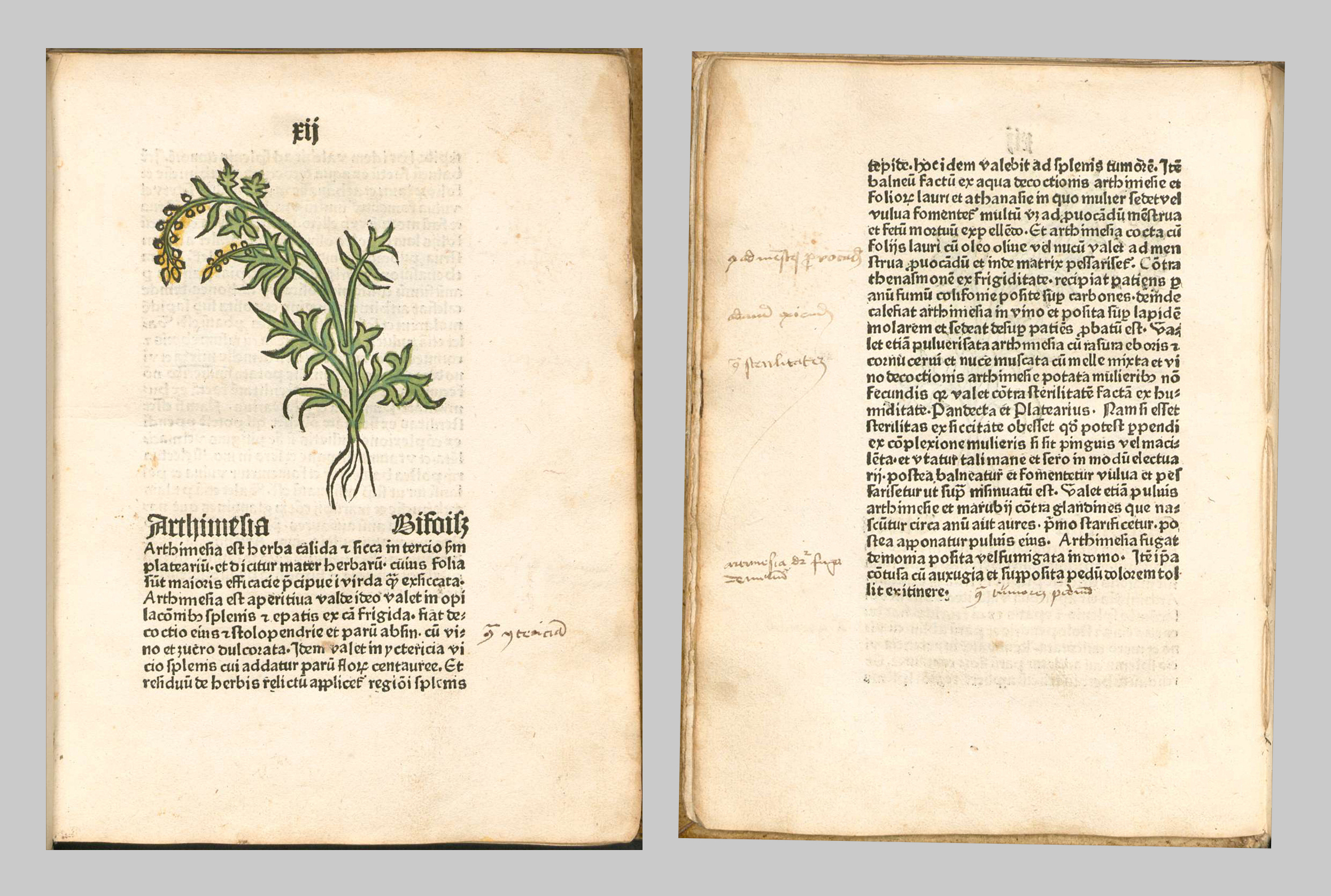
Herbarius Moguntinus 1484, Kapitel XII. Artemisia Bifoiſz. Links: recto. Rechts: verso

Herbarius Moguntinus bzw. Herbarius moguntinus (lateinisch; Mainzer Kräuterbuch) oder (entsprechend seiner Vorrede bezeichnet als) Aggregator practicus de simplicibus wird ein bebildertes lateinisches Kräuterbuch genannt, das 1484 bei Peter Schöffer in Mainz (lateinisch Moguntia) gedruckt wurde. Zusammen mit dem deutschsprachigen Kräuterbuch Gart der Gesundheit (Peter Schöffer, Mainz 1485) und dem lateinischen Hortus sanitatis (Jacobus Meydenbach, Mainz 1491) zählt der Herbarius Moguntinus zur sogenannten „Gruppe der Mainzer Kräuterbuch-Inkunabeln“ und ist nach dem römischen Pseudo-Apuleius-Druck von 1481/1483 die erste bebilderte Kräuterbuch-Inkunabel.
Da im Herbarius Moguntinus vor allem Arzneimittel pflanzlicher Herkunft („Kräuter“) und in geringerem Umfang Arzneimittel animalischer und mineralischer Herkunft beschrieben werden, wird das Werk der literarischen Gattung „Kräuterbuch“ zugeordnet.

## Autor (Kompilator)
Der Autor bzw. Kompilator ist nicht sicher bekannt. Durch Fehlinterpretation des Titelblattes aus einem Nachdruck (Vicenza 1491) wurde das Buch fälschlich Arnaldus de Villanova zugeschrieben. Als möglicher, aber nicht gesicherter Autor (Kompilator) wird der Frankfurter Stadtarzt Johann Wonnecke von Kaub genannt.
Einem bereits 1483 erschienenen Pseudo-Apuleius-Druck folgend, stellt der Herbarius Moguntinus die zweite bebilderte Kräuterbuch-Inkunabel dar.

## Inhalt
Als Primärquellen des Herbarius Moguntinus dienten bekannte mittelalterliche Enzyklopädien, etwa das Buch Liber pandectarum medicinae omnia medicine simplicia continens des Matthaeus Silvaticus (14. Jahrhundert) und das Speculum naturale des Vinzenz von Beauvais (13. Jahrhundert).
Der erste Teil umfasst 150 Kapitel, in denen in Deutschland wild wachsende oder kultivierbare Arzneipflanzen durch Bild und Text abgehandelt werden. In 23 Kapiteln werden zwei, und in drei weiteren Kapiteln sogar drei verschiedene Arten behandelt, sodass sich eine Gesamtsumme von 184 Pflanzenarten ergibt. Diese wurden von B. und H. Baumann (2010, S. 104–109) bestimmt.
Im zweiten Teil sind 96 weitere Arzneimittel, auch ausländischer Herkunft, in gekürzter Form dargestellt. Abbildungen fehlen im zweiten Teil.

## Abbildungen imHerbarius Moguntinus(Auswahl). Mainz 1484

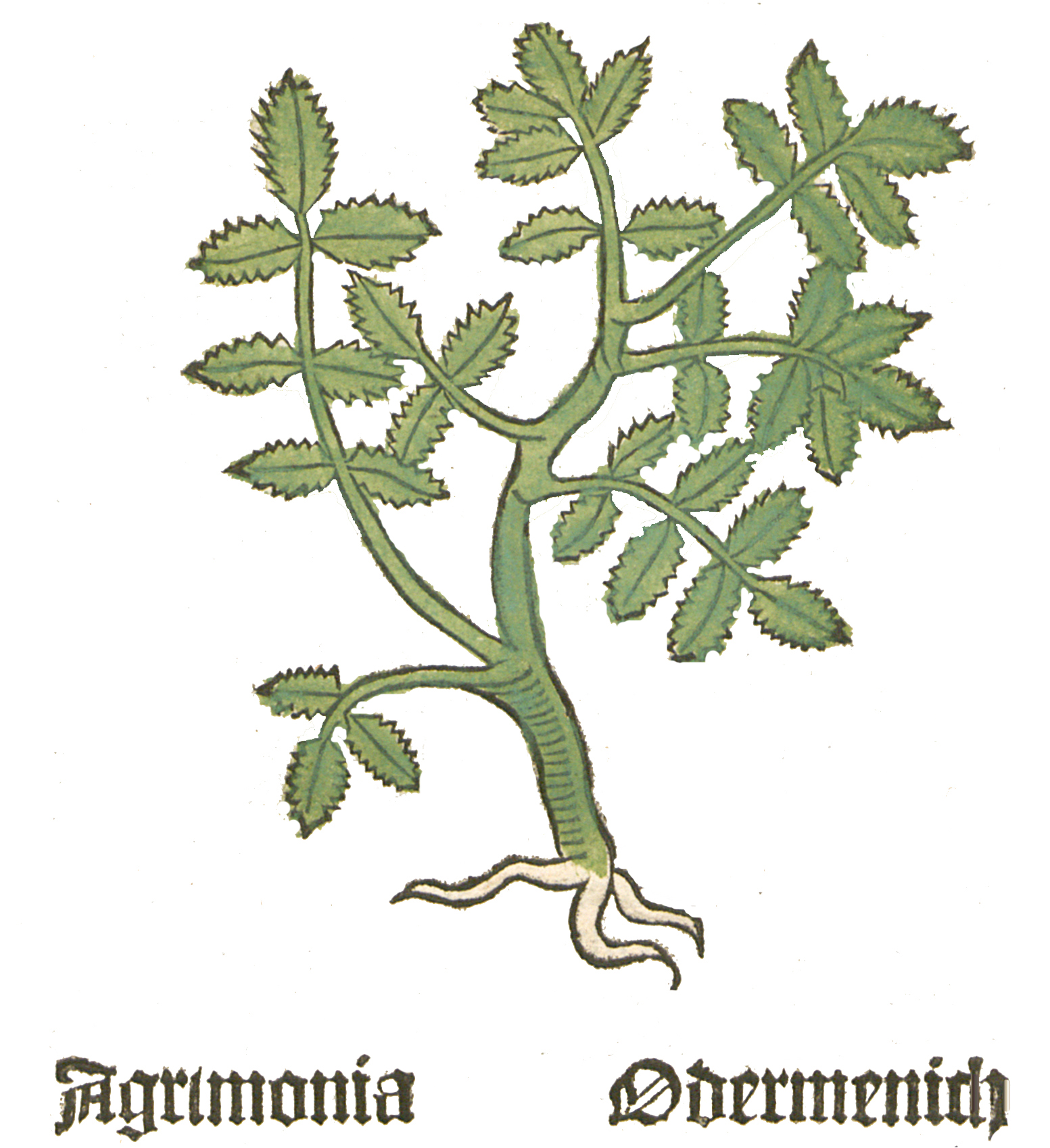
Teil I, Kapitel 6 ... Agrimonia eupatoria
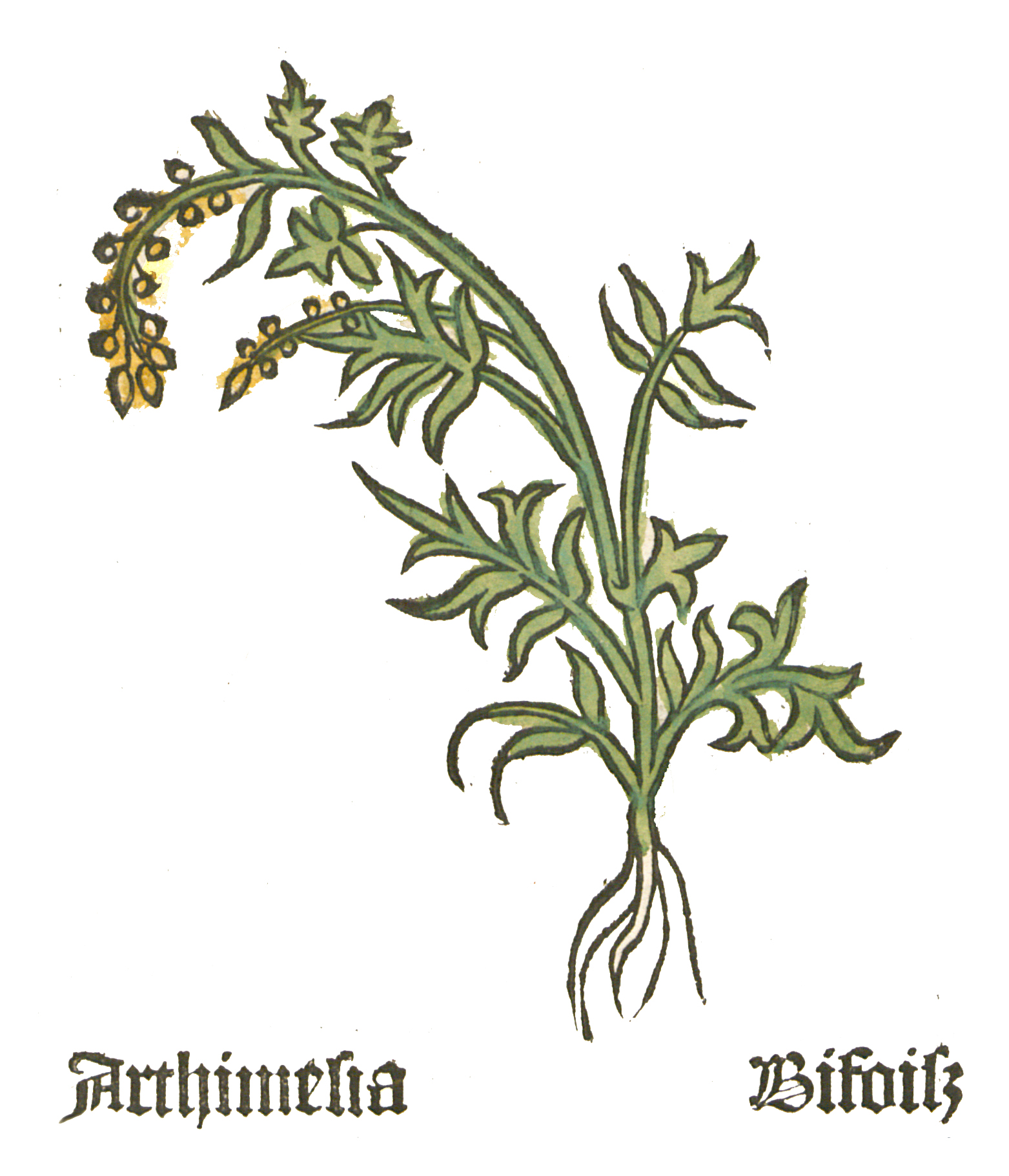
Teil I, Kapitel 12 Artemisia vulgaris
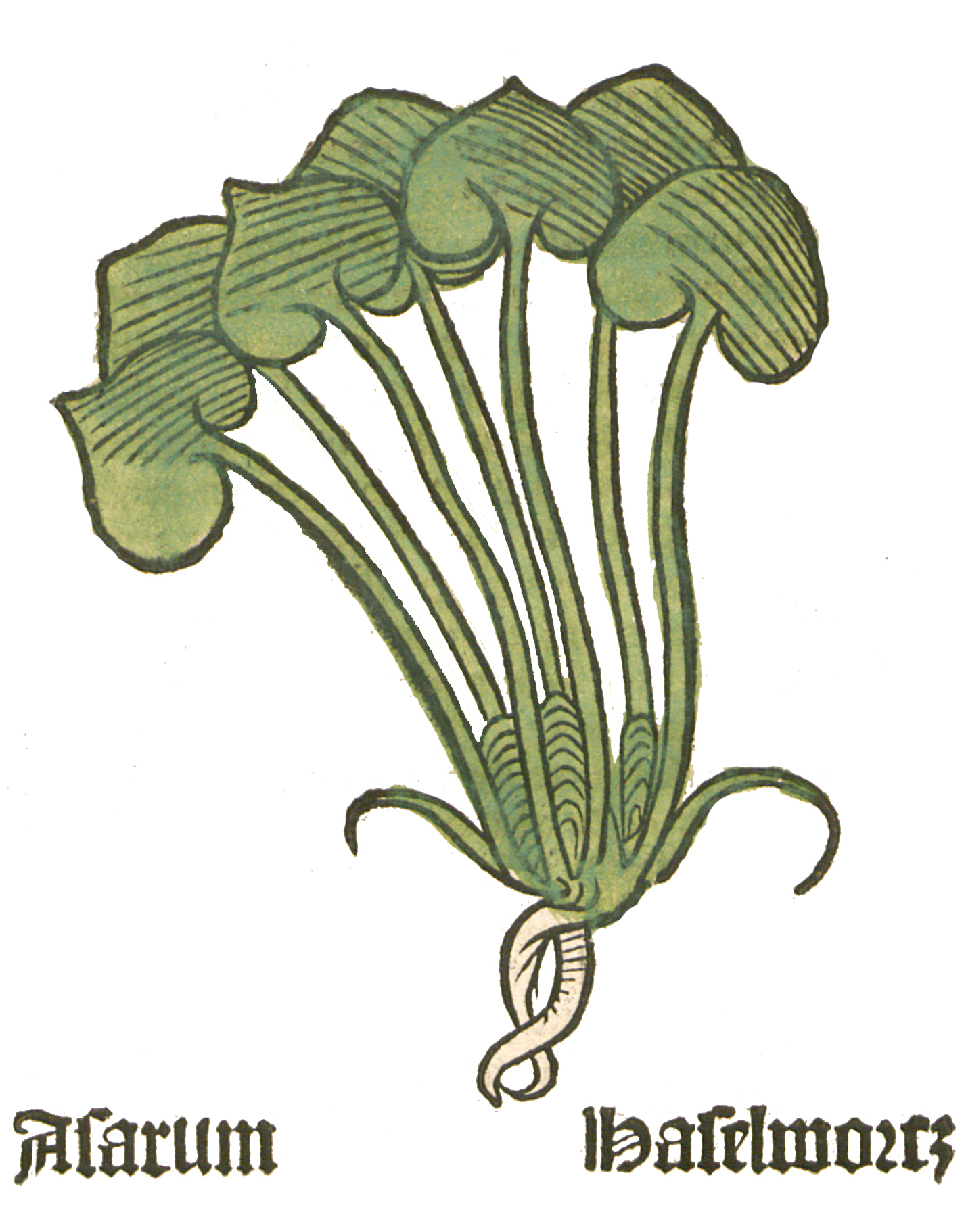
Teil I, Kapitel 15 ... Asarum europaeum
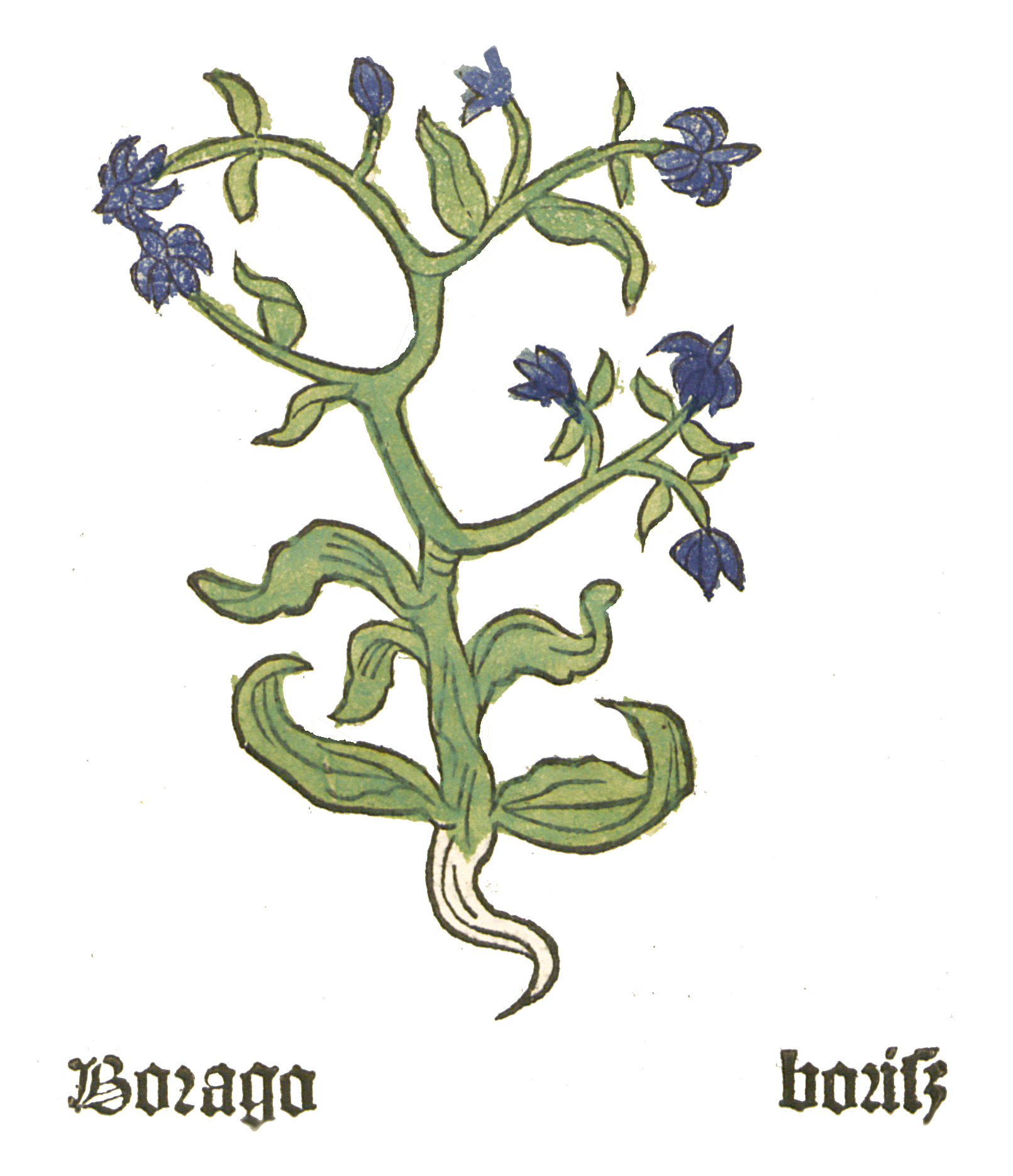
Teil I, Kapitel 23 ... Borago officinalis
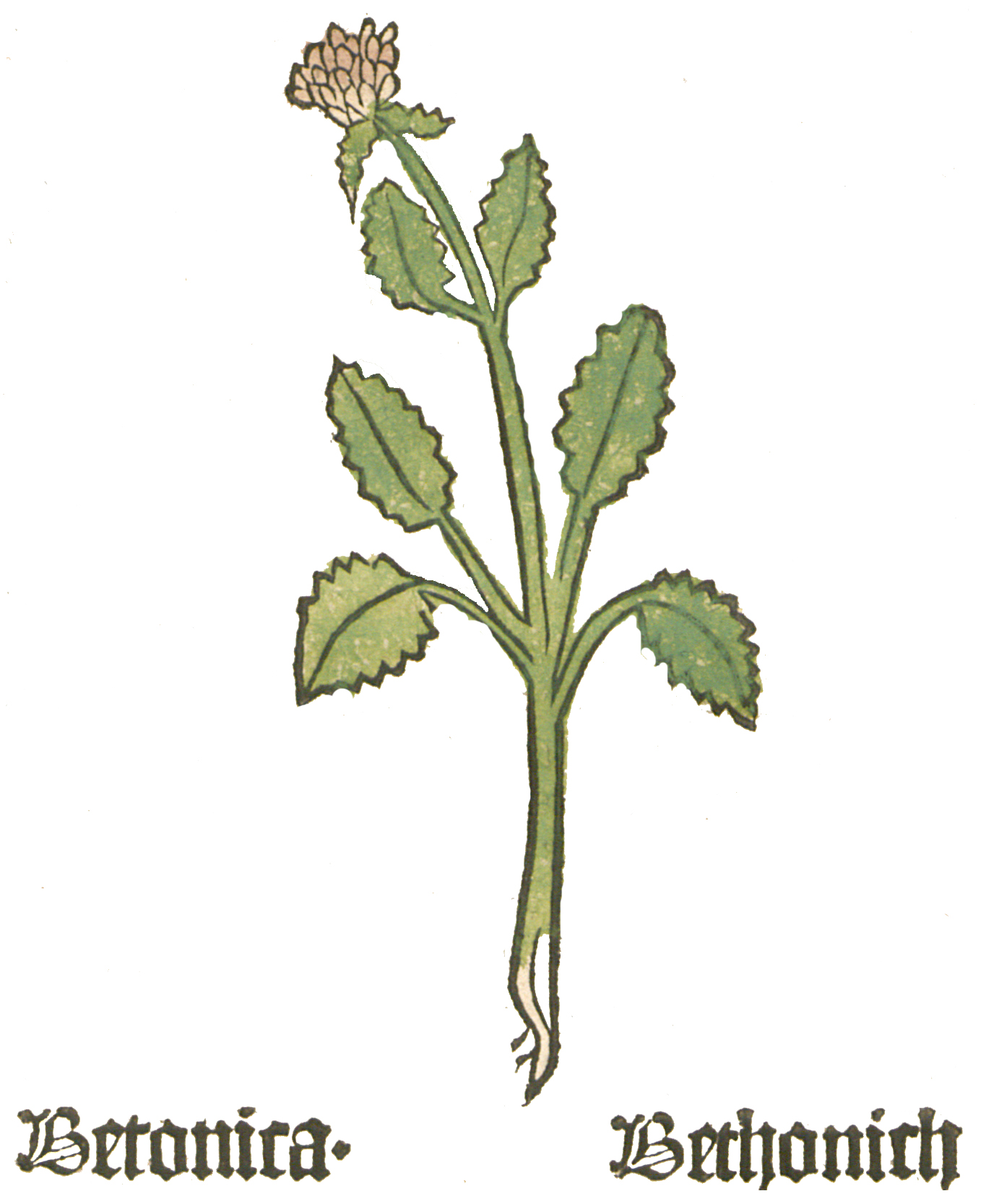
Teil I, Kapitel  25 ... Betonica officinalis
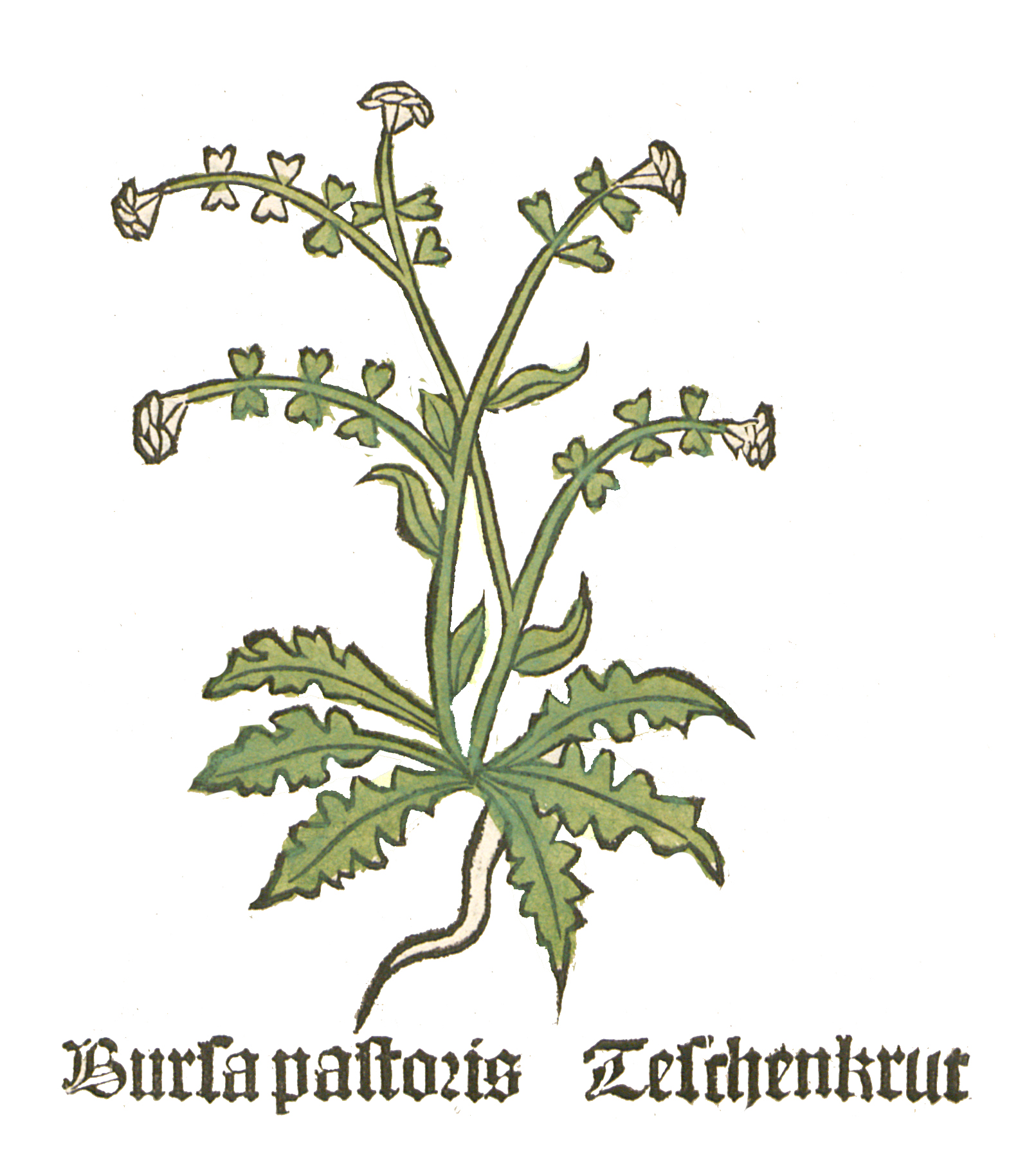
Teil I, Kapitel 28 ... Capsella bursa-pastoris
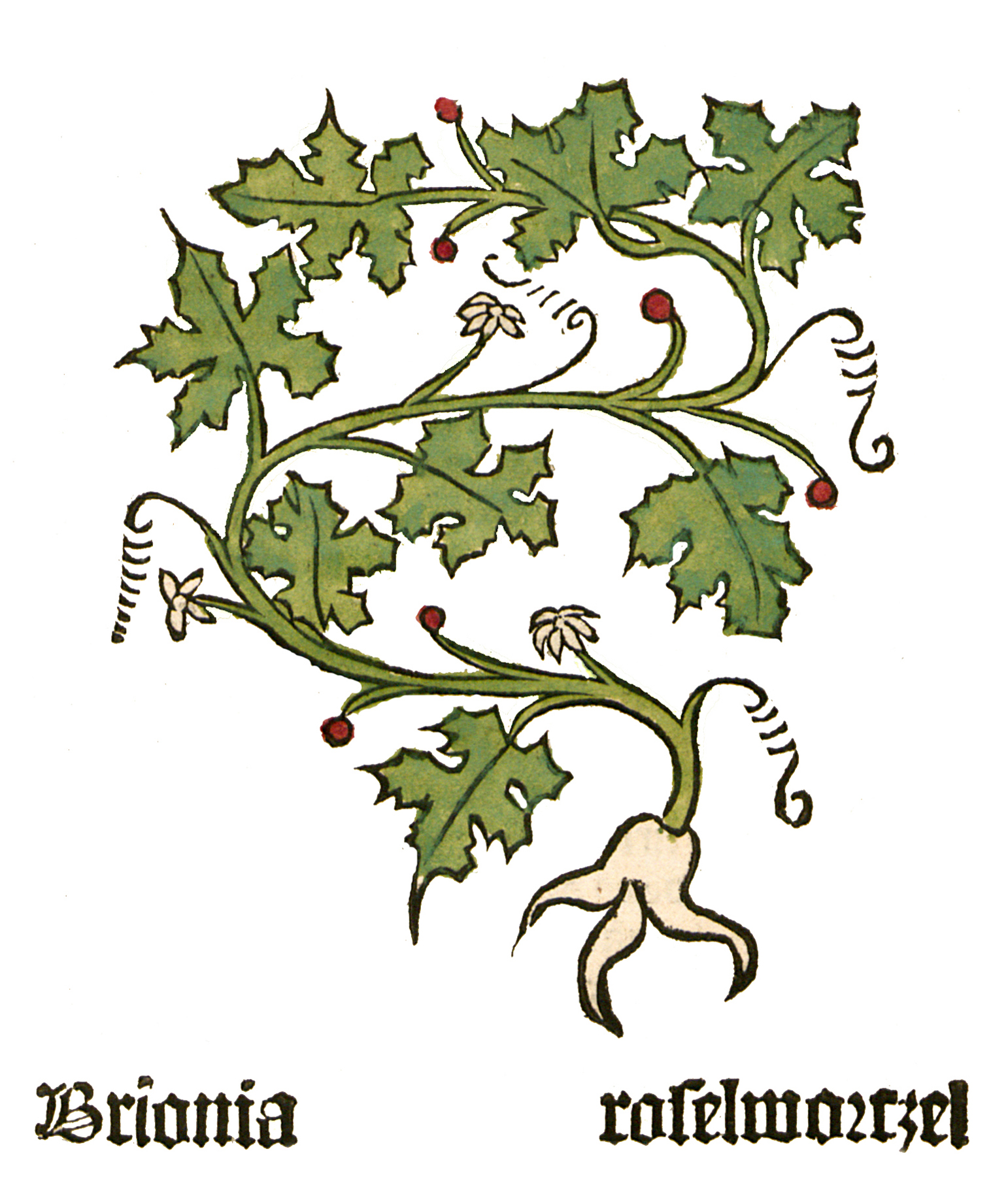
Teil I, Kapitel 31 ... Bryonia dioica
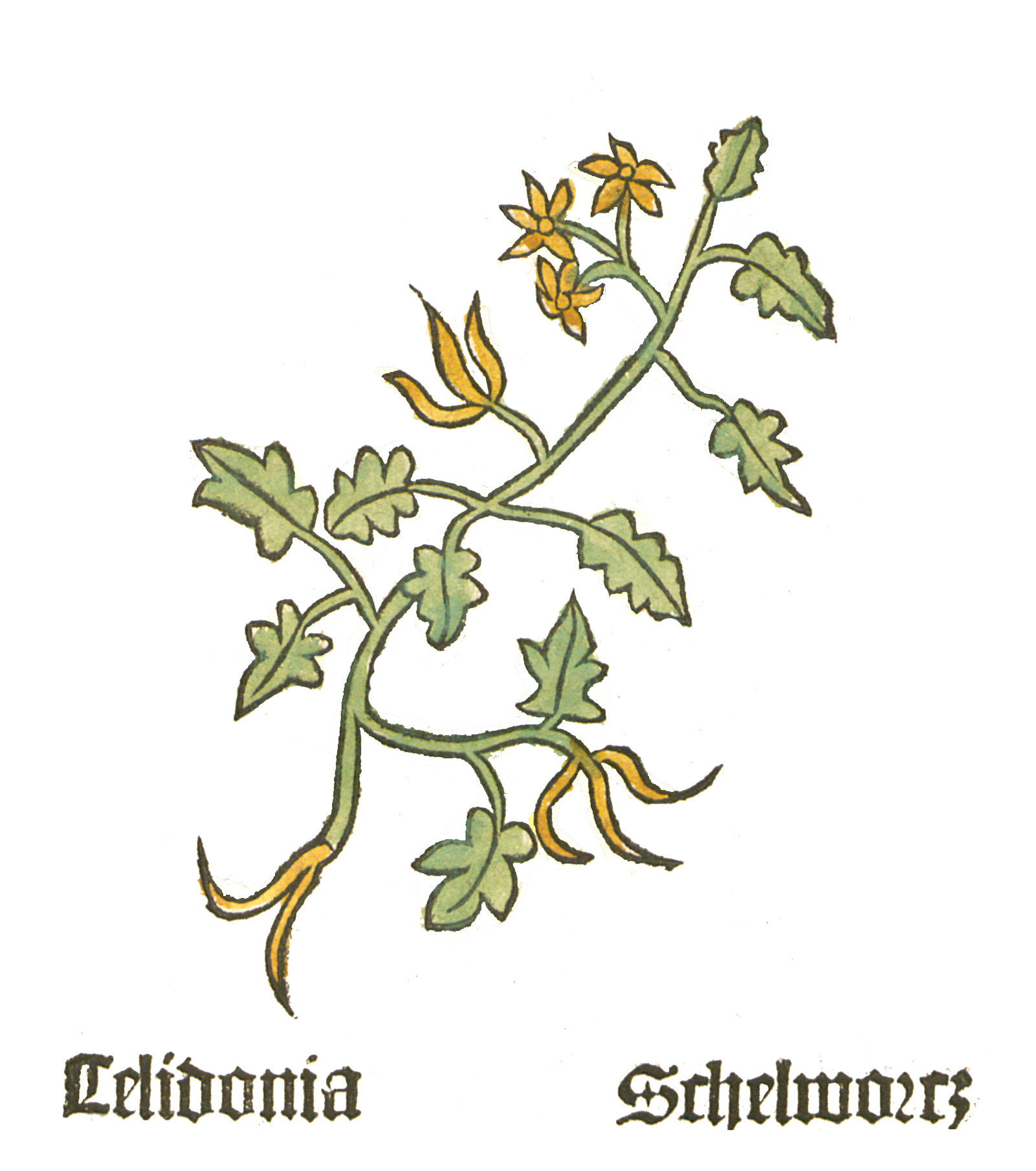
Teil I, Kapitel 44 Chelidonium majus
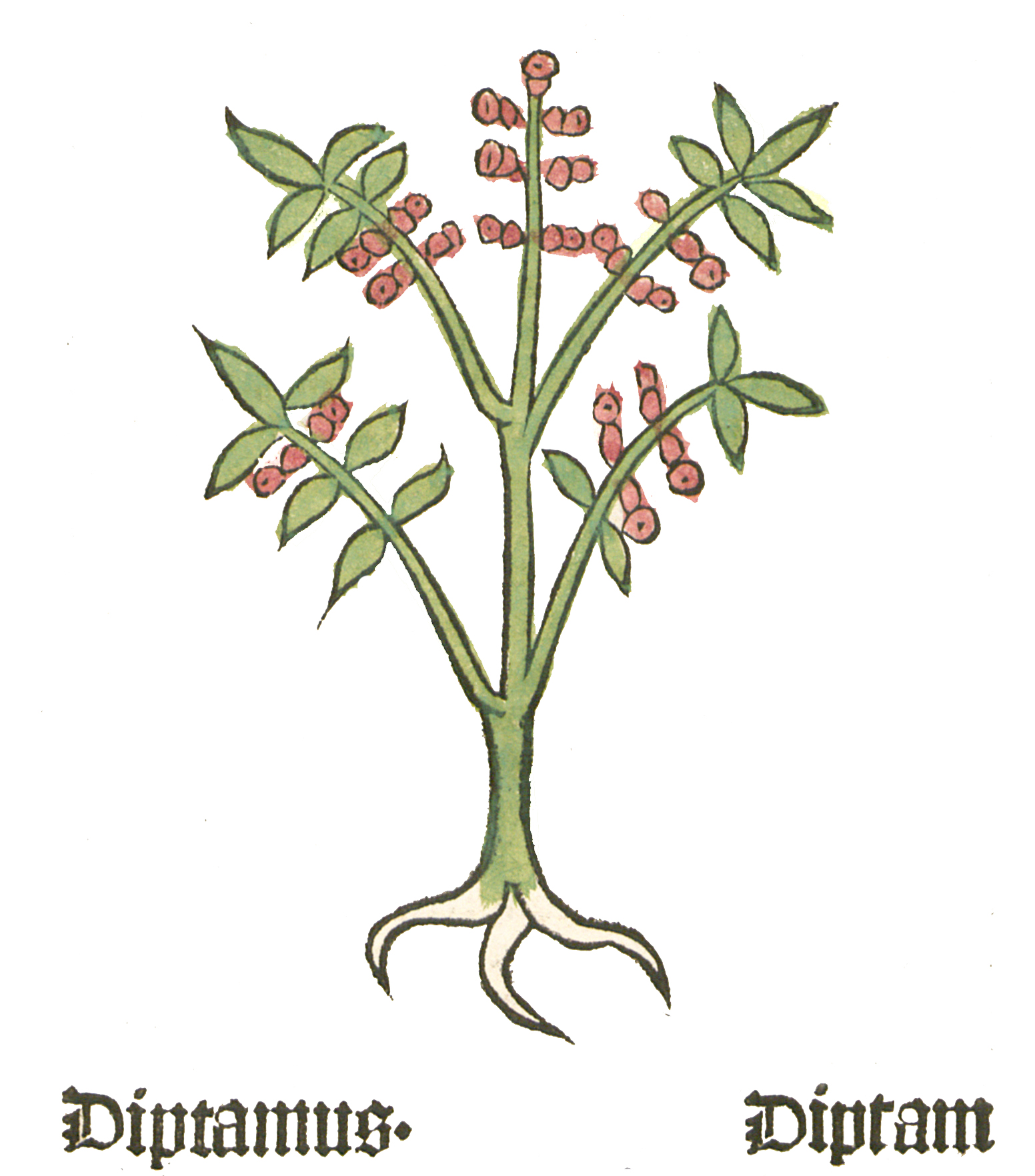
Teil I, Kapitel 50 Dictamnus albus
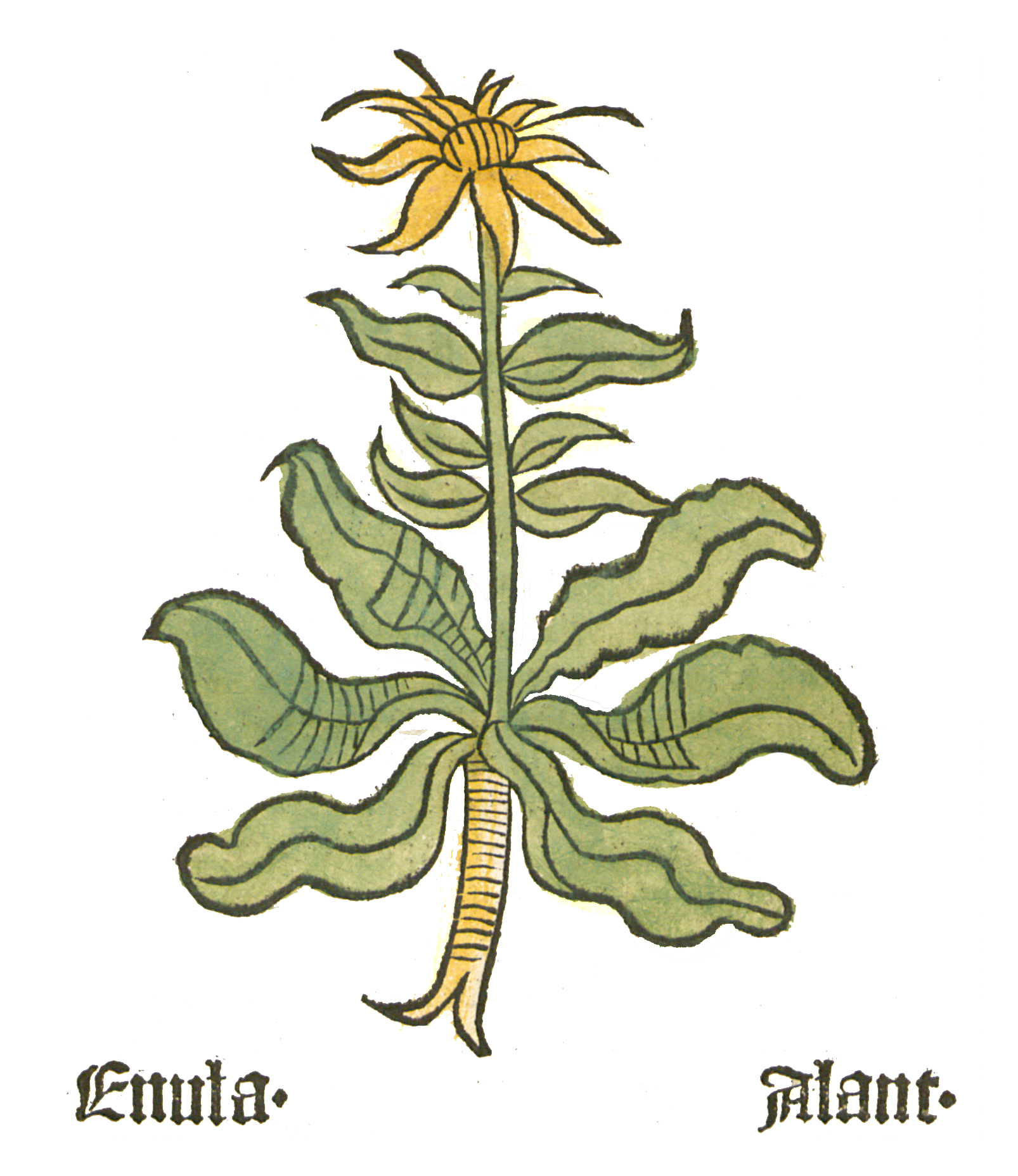
Teil I, Kapitel 54 ....... Inula helenium
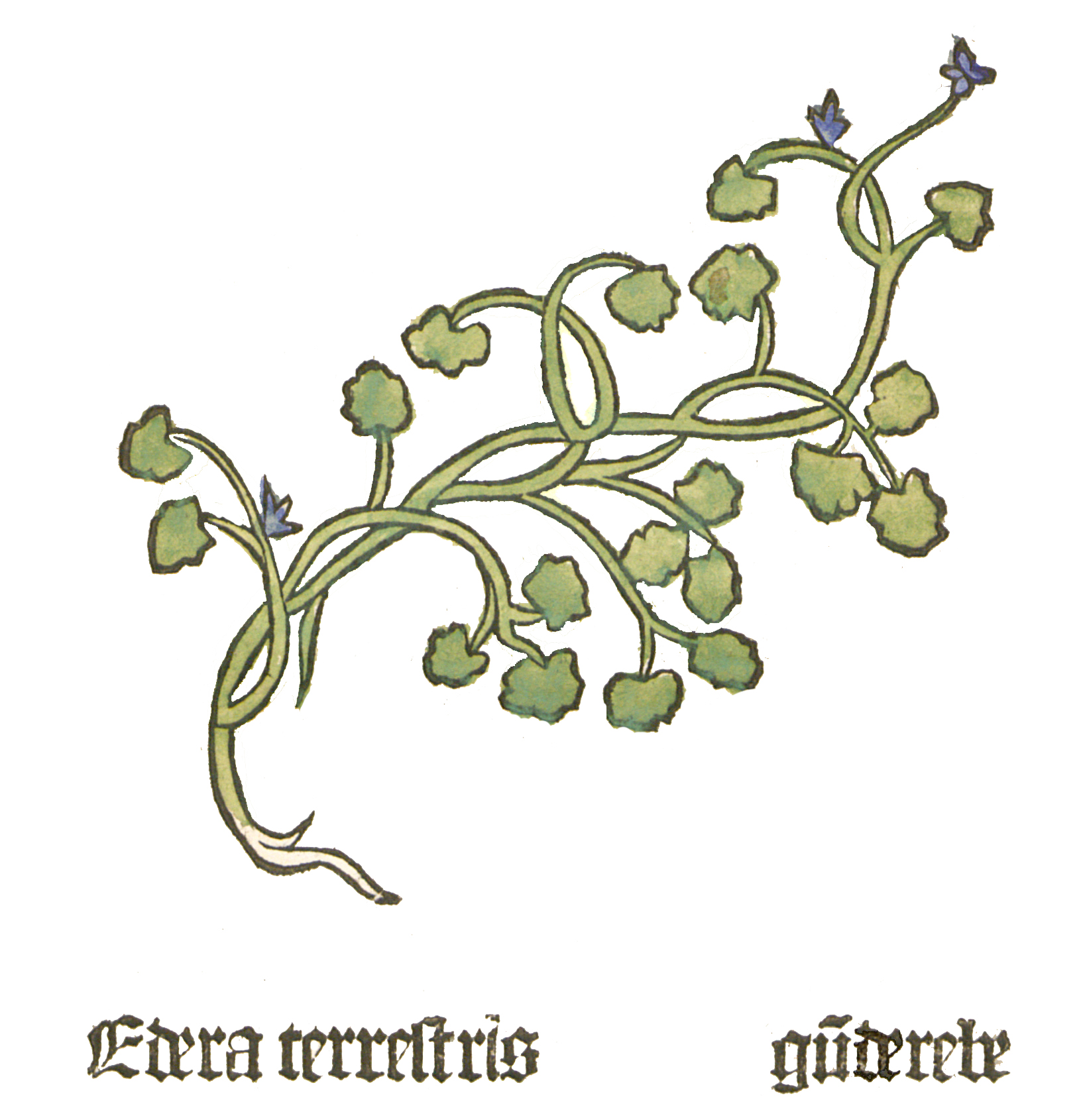
Teil I, Kapitel 59 Glechome hederacea
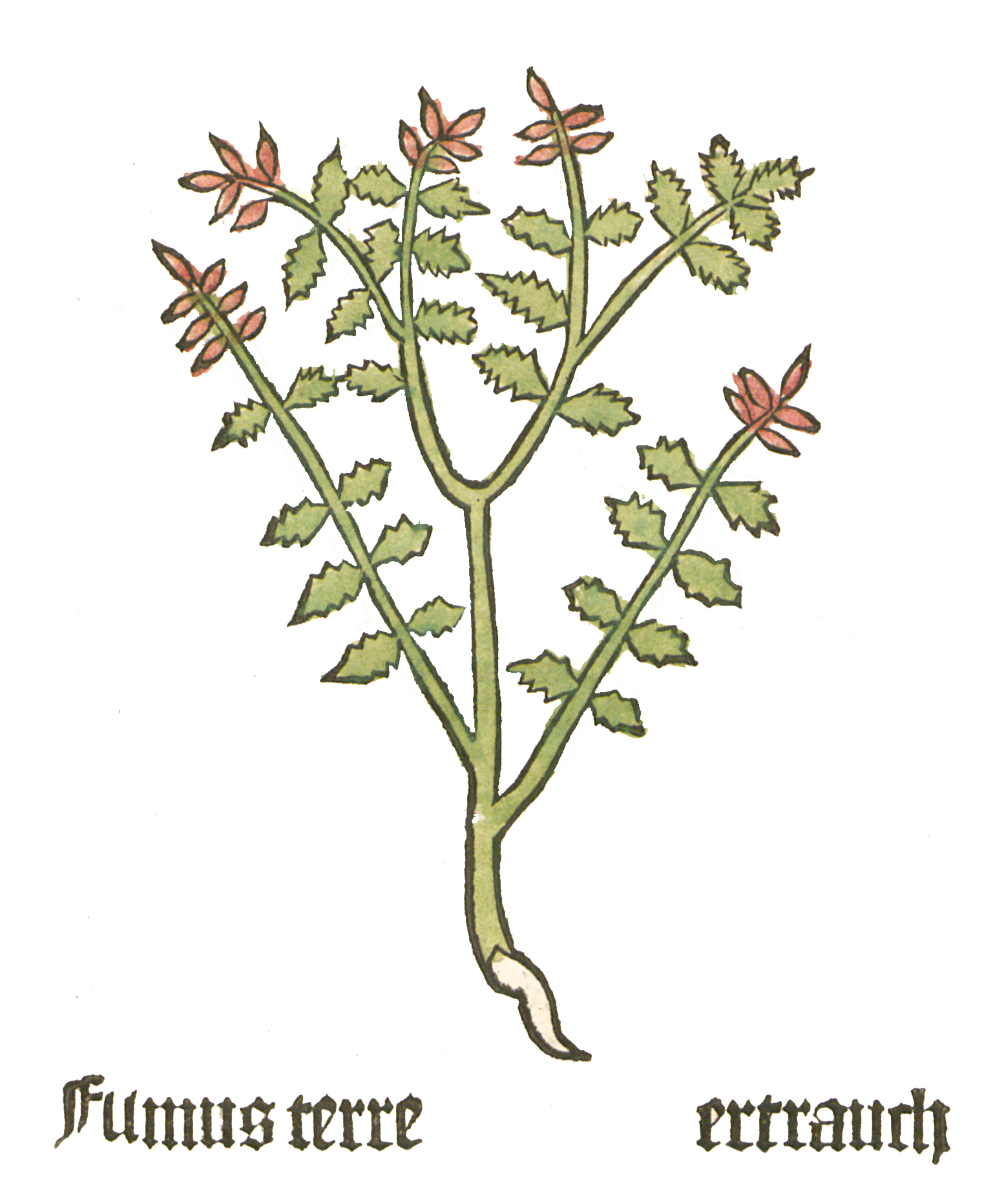
Teil I, Kapitel 61 ... Fumaria officinalis
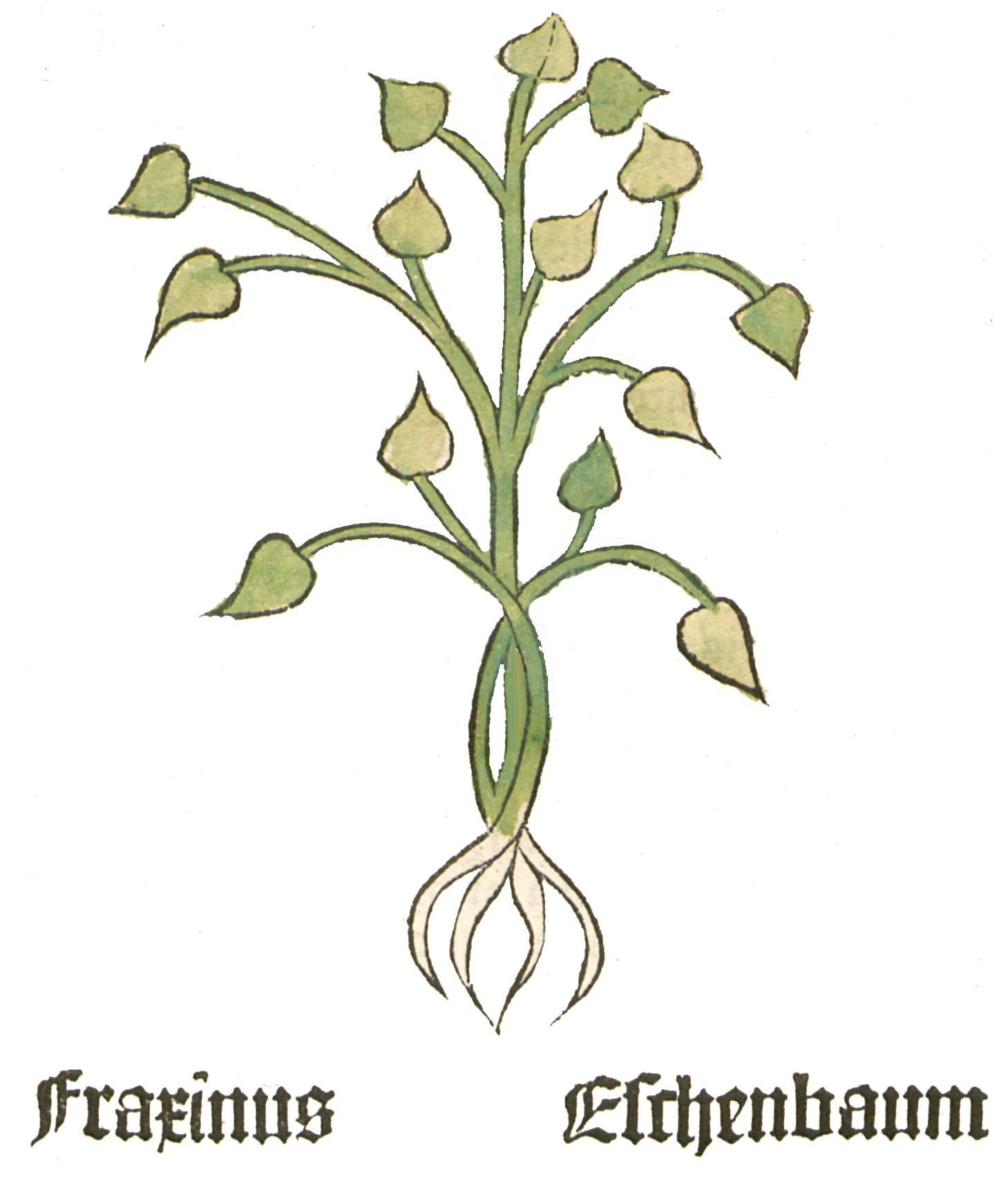
Teil I, Kapitel 64 ... Fraxinus
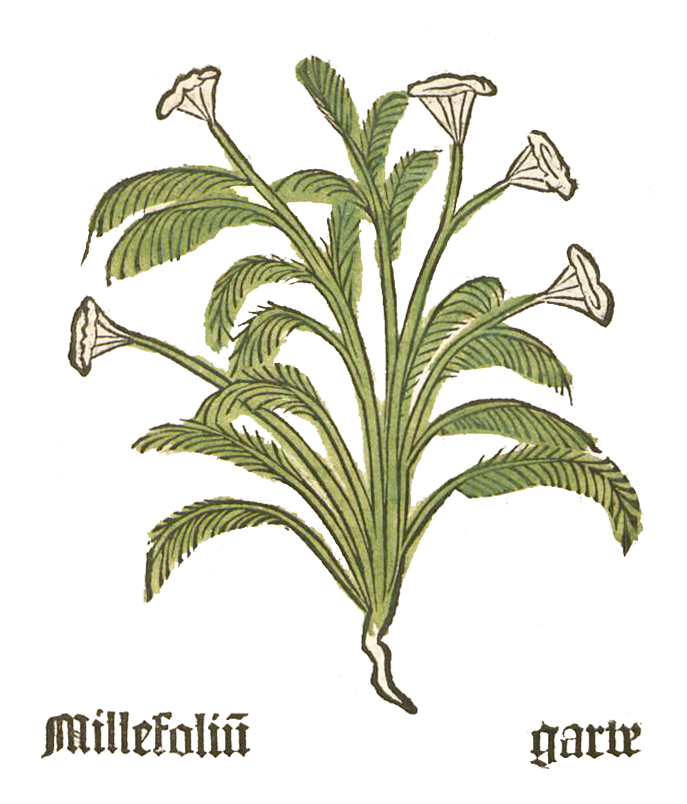
Teil I, Kapitel 85 ... Achillea millefolium
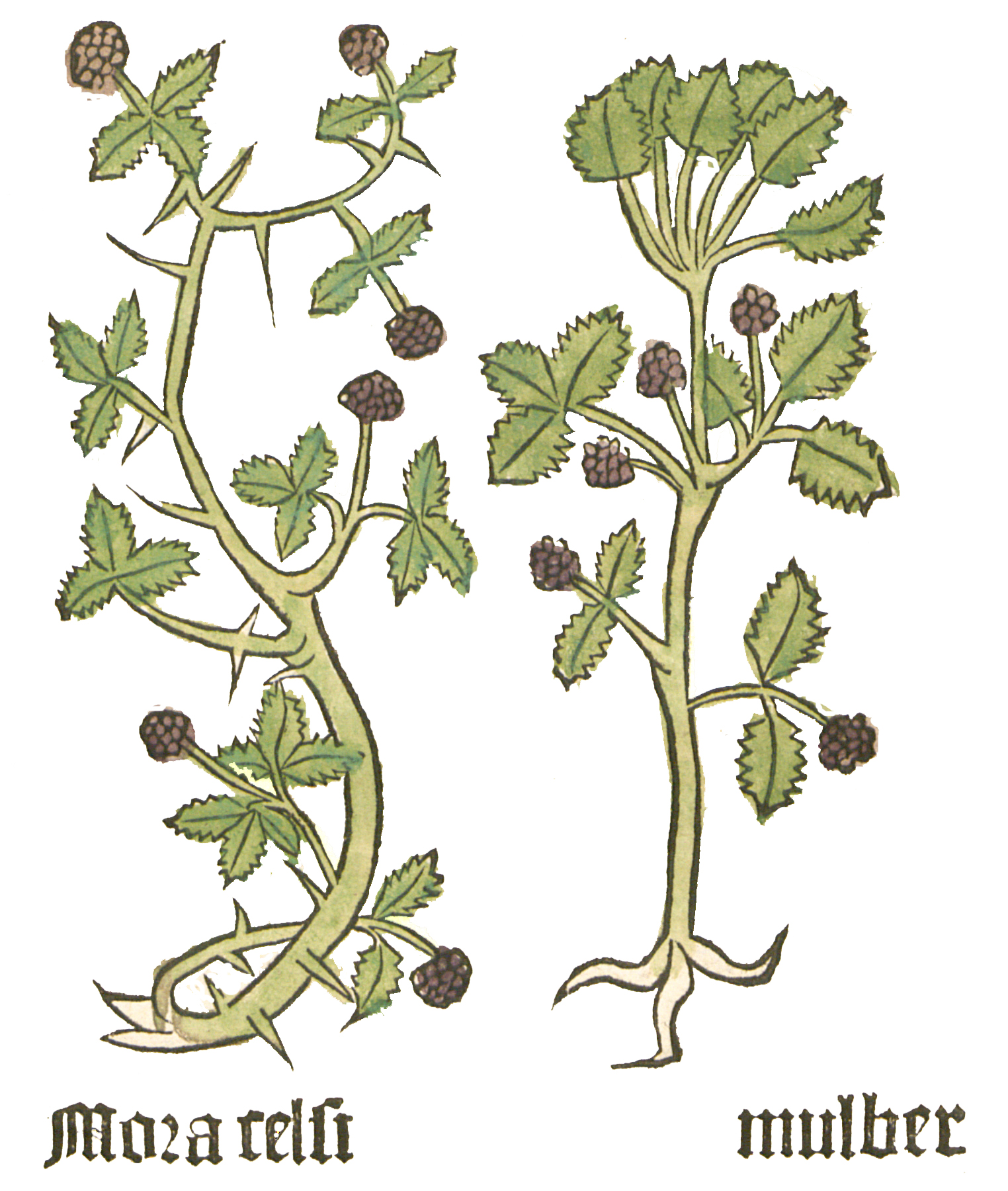
Teil I, Kapitel 92 ........ Morus
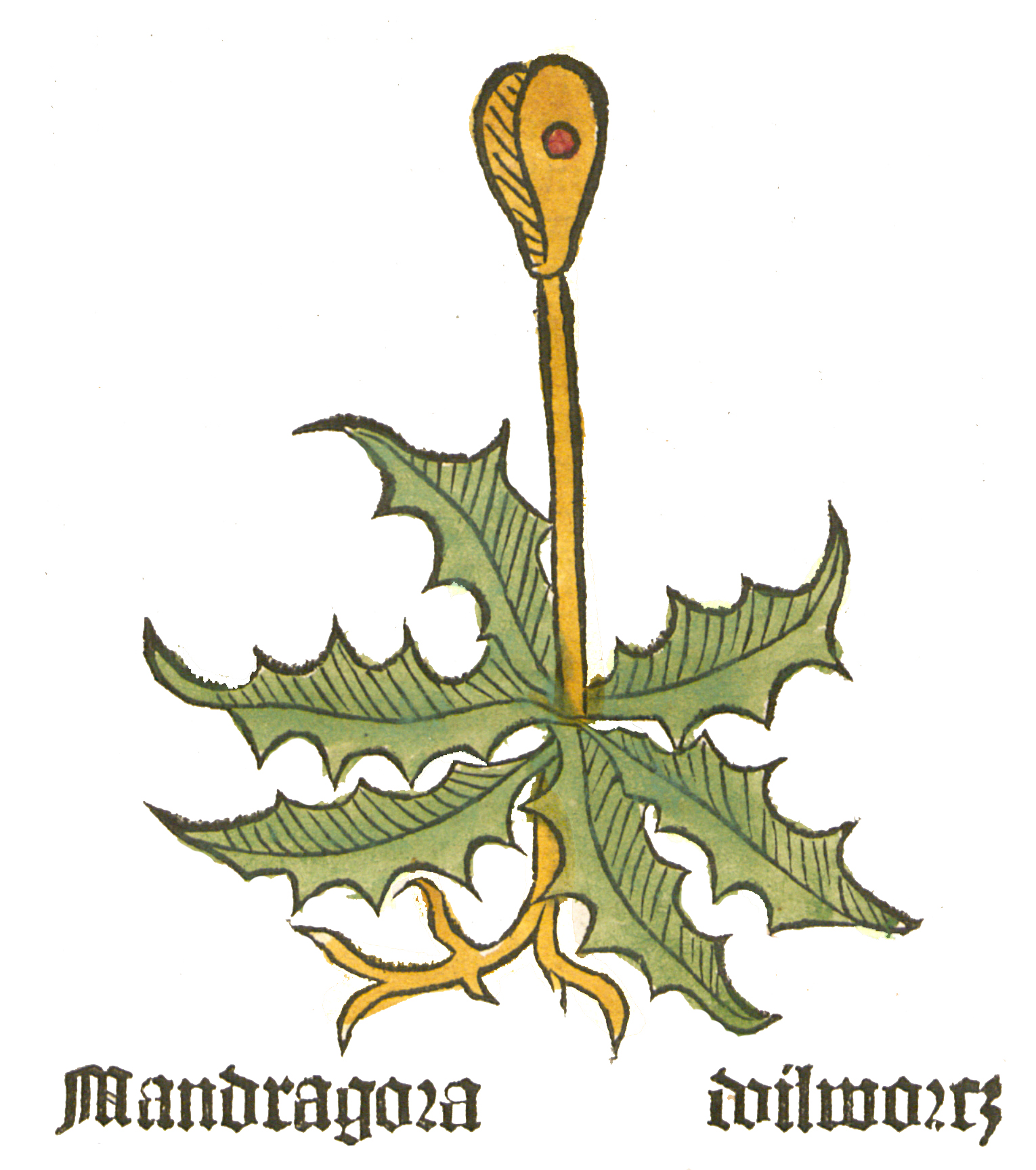
Teil I, Kapitel 94 Mandragora officinarum
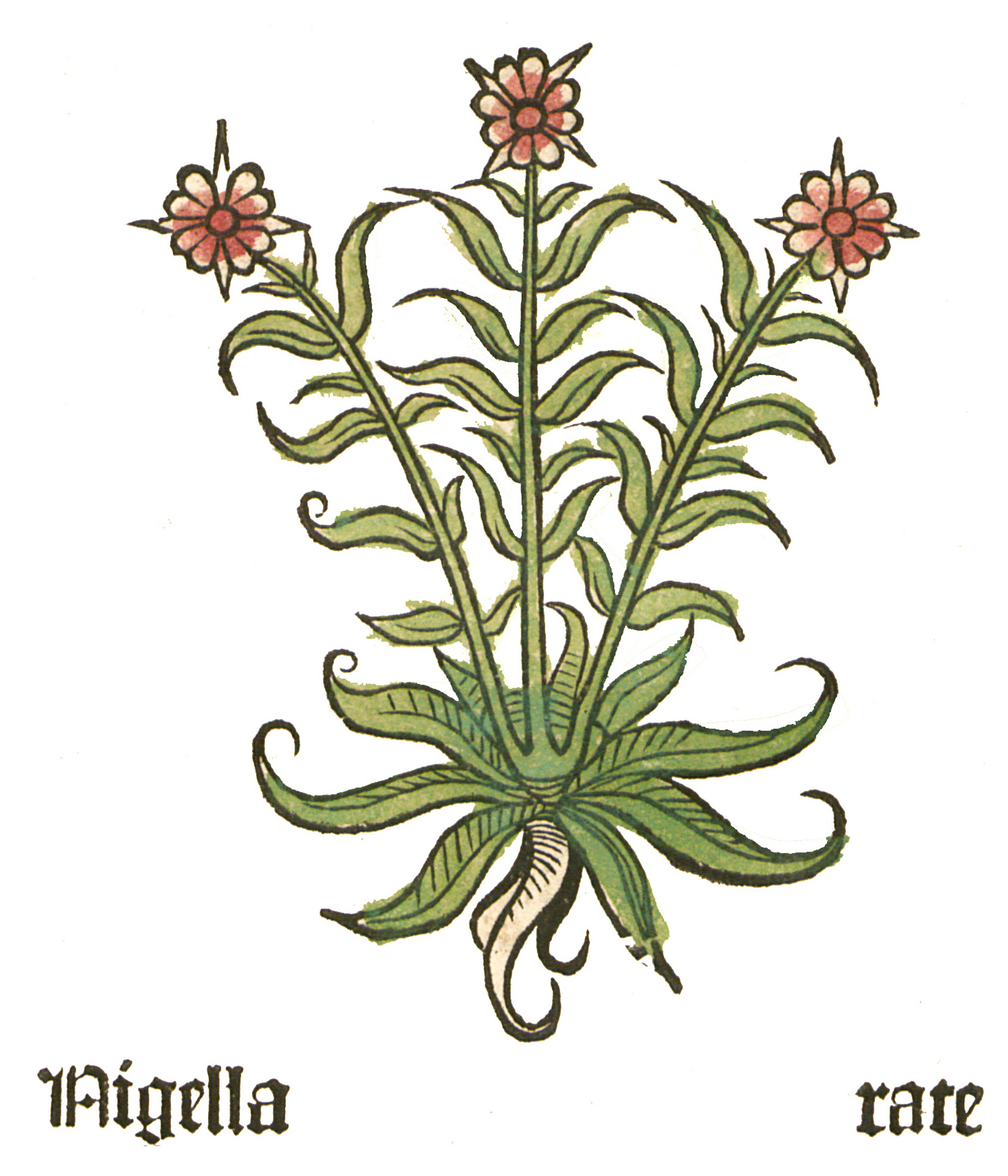
Teil I, Kapitel 97 Agrostemma githago
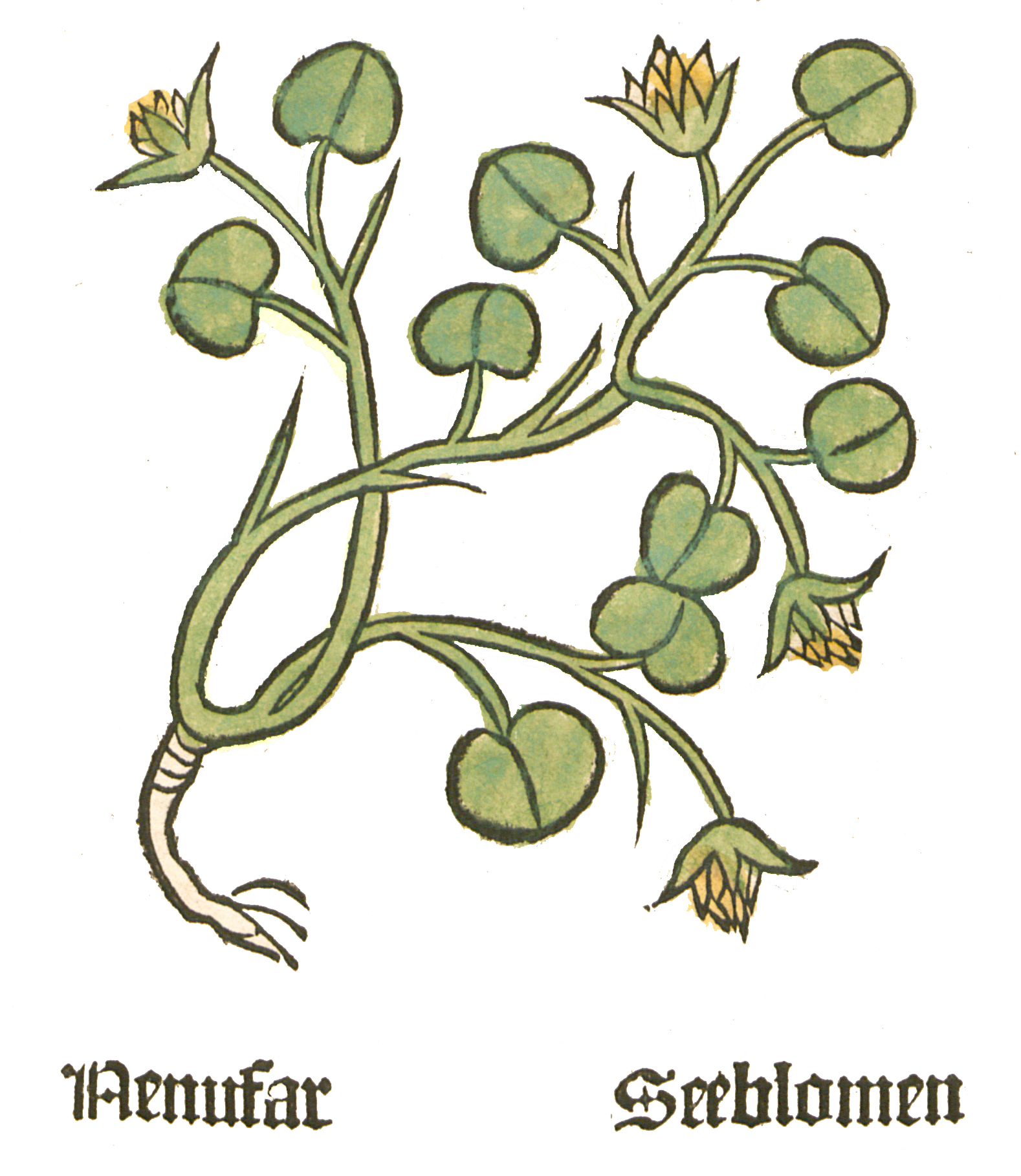
Teil I, Kapitel 98 ... Nuphar lutea
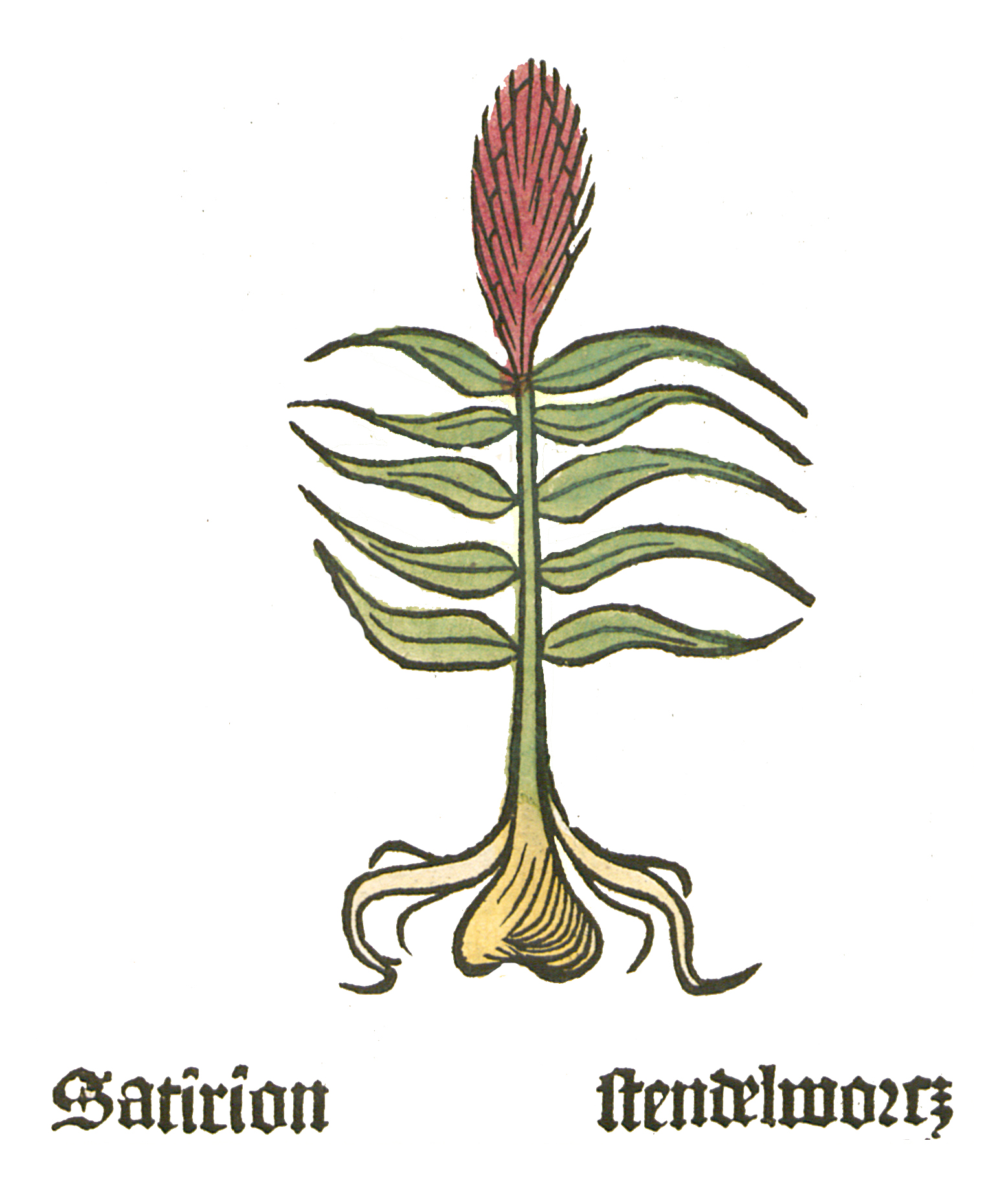
Teil I, Kapitel 128 ... Orchis
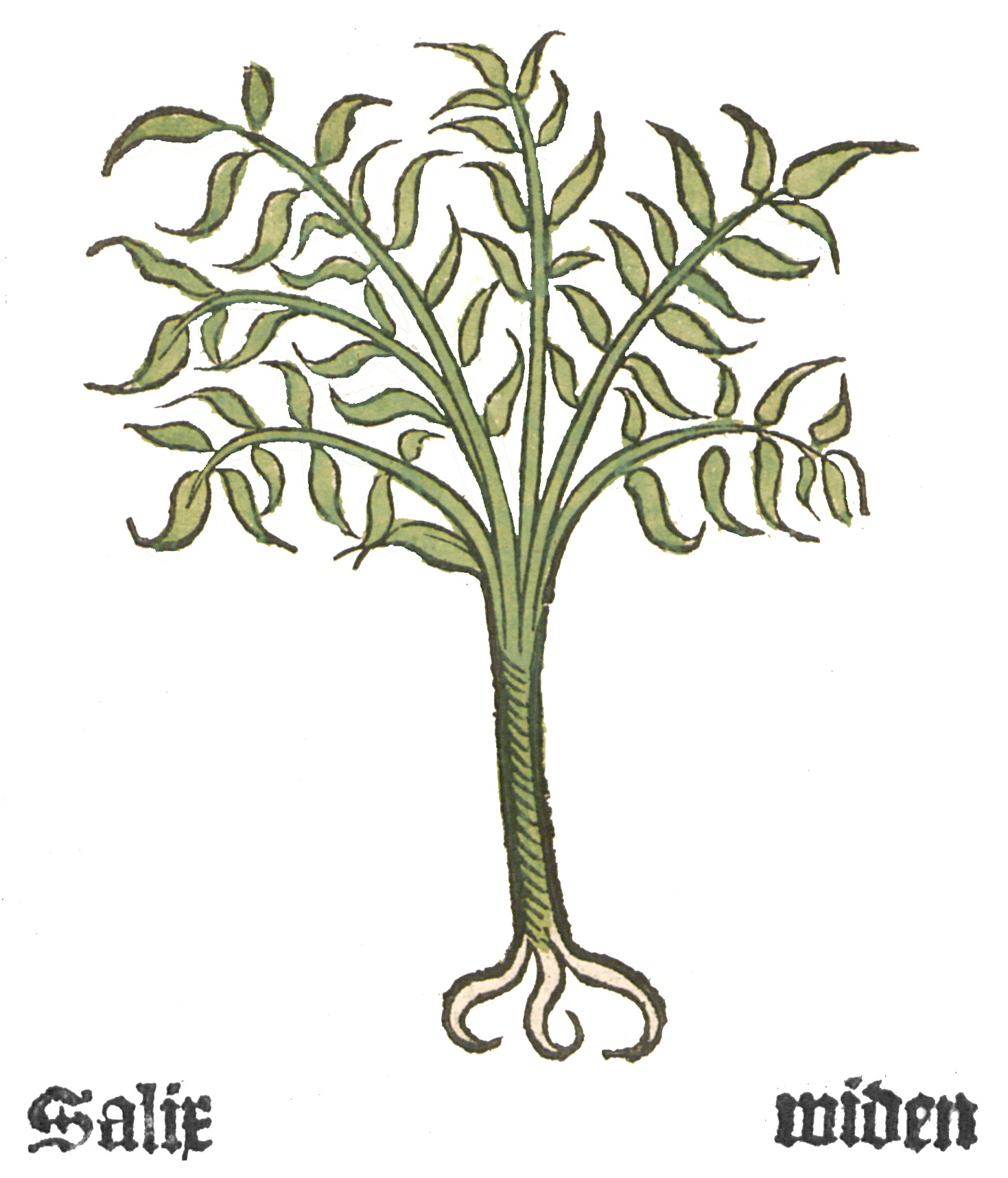
Teil I, Kapitel 136 ........ Salix

Quelle:

## Ausgaben und Übersetzungen
- Mainz. Peter Schöffer 1484.[8]
- Löwen. Johann Veldener. Den Herbarius in Dyetsche. 1484.
- Löwen. Johann Veldener 1485–86.[9]
- Leipzig. Markus Brand 1484.[10][11]
- Passau. Johann Petri 1485.[12]
- Passau. Johann Petri 1486.[13]
- Paris. Anonym 1486.
- Vicenca. Achates et Gul. Papia 1491.[14]
- Venedig. Bevilaqua (Simon Papia) 1499.[15]
- Venedig. Francesco Bindoni und Maffeo Pasini. Herbolario volgare. 1536[16]